# جفرسون، شهرستان کلمبیا، آرکانزاس
جفرسون (به انگلیسی: Jefferson) یک منطقهٔ مسکونی در ایالات متحده آمریکا است که در شهرستان کلمبیا، آرکانزاس واقع شده‌است. جفرسون ۱۰۲٫۱۱ متر بالاتر از سطح دریا واقع شده‌است.